# Mirosława Kruszewska
Mirosława Maria Kruszewska (ur. 4 kwietnia 1950 w Gdańsku) – polska poetka emigracyjna, dziennikarz niezależny, krytyk literacki i teatralny, wydawca, badacz literatury emigracyjnej i historii emigracji polskiej w Ameryce, uchodźca polityczny (1981).

## Życiorys
Ukończyła filologię polską na Uniwersytecie Gdańskim w 1975 r. ze specjalizacją edytorską i teatrologiczną. Jeszcze w czasie studiów współpracowała jako krytyk teatralny i literacki z gdańskim tygodnikiem „Czas”, „Dziennikiem Bałtyckim”, „Głosem Wybrzeża”, Gdańskim Almanachem Środowisk Twórczych PUNKT, jak również z katolicką prasą warszawską. W roku 1978 opracowała i wydała zapomniany poemat Stanisława Przybyszewskiego Nad morzem, opatrując go słowem wstępnym i przygotowując do druku w Wydawnictwie Morskim w Gdańsku. Debiut poetycki nietypowy, w postaci audycji muzyczno-poetyckiej na antenie Polskiego Radia Gdańsk w roku 1977. Następnie (1977-1981), jej wiersze drukowała prasa wybrzeżowa i warszawska („Czas”, Kierunki”, „Wiadomości Kulturalne”, „Radar”, „Sztandar Młodych”).
8 września 1981 r. opuściła Polskę wraz z mężem, Bogusławem, i 22-miesięcznym synem, Mieszkiem, wyjeżdżając do Austrii. Tam, rodzina zgłosiła się do obozu dla uchodźców politycznych w Traiskirchen. Trzeciego dnia rano, 11- go września, przychodzi na świat młodszy syn, Konrad Johann. W sierpniu 1982 cała czwórka dostaje się do USA – Fargo, North Dakota. W październiku tego samego roku następują przenosiny do Houston, w Teksasie.
Studia doktoranckie odbywa w Chicago, pod kierunkiem prof. Michała Bidy (1907-2006). Była doradcą prof. Pauline H. Isaacson, dyrektora International Exchange Students Program na University of Wisconsin. Publikowała wiele w emigracyjnych pismach polskich w Stanach Zjednoczonych („Gwiazda Polarna”, „Nowy Dziennik”, „Dziennik Chicagowski” i „Nowojorski”, tygodnik „Relax”, „Nowe Życie”, „My”, „Miesięcznik Franciszkański” i in.), w Kanadzie („High Park”, „Głos Polski”, „Echo”, „Pielgrzym”), we Francji (paryska „Kultura”, „Zeszyty Historyczne”, „Notre Famille”), w Australii („Tygodnik Polski”). Od roku 2000 współpracowała z kanadyjskim „Głosem Polskim”, „Gazetą” (Toronto), a w USA – z „Gwiazdą Polarną” (associate editor), „Kurierem-Chicago”, „Pamiętnikiem Literackim” (Londyn).
Jej wydawnictwo literackie, Oficyna Poetów i Prozaików (OPiP), ma na swoim koncie m.in. bibliofilskie wydania takich pozycji, jak Wybór wierszy ks. Janusza A. Ihnatowicza czy Kazania wakacyjne ks. Stanisława Kowalskiego.
Mirosława Kruszewska jest członkiem londyńskiego Związku Pisarzy Polskich na Obczyźnie. Mieszka z mężem Bogusławem oraz synami w Seattle, w stanie Washington, USA.

## Twórczość
Kruszewska publikowała pod licznymi pseudonimami. Felietony podpisywała: Koszałek, Marycha, Balbina; publicystykę – ks. Bogusław Malinowski, Peter Zawada; krytykę literacką – Mikołaj Jarociński i Anastazja Jaworska. Wiele artykułów ukazywało się jedynie pod inicjałami mk, mb lub bezimiennie. Publikacje Kruszewskiej, poświęcone początkom osadnictwa polskiego w Ameryce są próbą uporządkowania badań nad historią wychodźstwa polskiego w Stanach Zjednoczonych.
Zbiór poezji Kruszewskiej o tematyce solidarnościowo-emigracyjnej – W pułapce wolności/Trapped in Freedom – wydanie pierwsze ukazało się w Andre R. Poray Book Publishing, New York-Chicago, w 1987, z przeznaczeniem dla odbiorcy krajowego. Dzięki staraniom ks. dr. Zdzisława Peszkowskiego oraz ks. dr. Romana Nira (działacza Pomostu ze środkowego Wisconsin), nakład pierwszego wydania został w całości przekazany do Polski wraz z publikacjami innych twórców emigracyjnych (Ludwiki Czerskiej, Zbigniewa Chałki, Andrzeja Chciuka, Józefa Mackiewicza, Wacława Iwaniuka). Drugie wydanie, w dwujęzycznej wersji polsko-angielskiej, poszerzone i uzupełnione o Juwenilia, ukazało się w Chicago, w 2007. Jej wiersze tłumaczyli m.in. Magnus J. Kryński, Wacław Iwaniuk, William Clark oraz syn – Mieszko Kruszewski.
Tom W pułapce wolności (wydanie pierwsze) otrzymał m.in. „Amerykańską Nagrodę Literacką im. Józefa Mackiewicza”, ufundowaną przez Mariana Święcickiego w ramach nagród literackich przyznawanych przez Towarzystwo Krzewienia Nadziei Oddział Wisconsin (1988).
Wiersze
- W pułapce wolności (Nowy Jork-Chicago 1987)
- Szyderstwa wolności (Houston 1994) /wydanie bibliofilskie numerowane/
- W pułapce wolności. Wyd. II poszerzone (Chicago 2007)
- Przebudzenie na Santorini (Stevens Point 2011)
- Arkusz poetycki, [w:] Gwiazda Polarna 11 czerwca 2016 nr 12

- Blaknące konterfekty (Stevens Point 2016)
- ...i już nic w nas nie zapłacze... Polska poezja emigracyjna (2021)

Proza
- Te przeklęte Fluchty. Wyjątki z notatnika azylanta (Stevens Point 1985, 1987, Chicago 1993)
- Z teki Koszałka. Felietony z życia emigracji (Chicago 1992)
- Trudne lata ‘Polanderów’. Początki osadnictwa polskiego w Ameryce (Chicago 1994)
- Polacy w Ameryce (Stevens Point 2015)
- Redaktorzy ‘Sztuki i Narodu’ 1942-1944. Nie zapominajmy o nich” (Stevens Point 2018)

Szkice i studia literackie (wybrane)
- Andrzej Trzebiński. Teoria dramatu (Gdańsk-Toruń 1974)
- Od jarmarcznej budy do telewizyjnego ampeksu. Teatralne ścieżki Jerzego Afanasjewa, [w:] Almanach gdańskich środowisk twórczych PUNKT, Gdańsk 1978 nr 1, s. 98–106.
- Pejzaż ostatni. Szkice o poetach ‘Sztuki i Narodu’ (Gdańsk 1982, Nowy Jork 1984)
- Skazani na zapomnienie. Szkice o poetach walczącej Warszawy w 40-tą rocznicę Powstania 1944 (Nowy Jork 1984)
- Ks. Janusz A. Ihnatowicz – poeta nieupozowany, [w:] Twórczość 1993 nr 7, s. 131–133
- A to by tam w Alleluję płakał! [O poezji ks. Janusza Ihnatowicza], [w:] Gwiazda Polarna 17 sierpnia 1991 nr 33 s. 1, 9.
- Biegiem w głąb życia. Wacław Bojarski, Andrzej Trzebiński, Tadeusz Gajcy, Zdzisław Stroiński. W 50-tą rocznicę Powstania Warszawskiego (Chicago 1994)
- Poeta w pelerynie z błękitu. O poezji Edwarda Duszy, [w:] High Park (Toronto) 1995 nr 2 (14), s. 4–9
- Panna Maria, Texas – czyli Polacy na uranie (140 lat pierwszej polskiej osady w Ameryce), [w:] Zeszyty Historyczne, Paryż 1994 zeszyt 110, s. 178–188 (publicystyka interwencyjna)
- Adam Lizakowski – poezja fizjologiczna, [w:] Dziennik Chicagowski/Nowojorski (Chicago, Nowy Jork), 26 maja1995, s. 19–20; Kalendarz Polonijny 2010 (Stevens Point 2009), s. 131–138
- Topografia umarłego pejzażu Edwarda Duszy, [w:] Edward Dusza Topografia umarłego pejzażu; Chicago 2010, s. 7–14 [Wstęp i opracowanie]
- Edward Dusza – ostatni bard emigracji niepodległościowej i żołnierskiej, [w:] Pamiętnik Literacki (Londyn), czerwiec 2011, Tom XLI, s. 101–112
- Odchodzący w niepamięć... Aleksander Janta-Połczyński, [w:] Gwiazda Polarna 2013 nr 16, s. 16–19
- Grzegorz Przemyk – zbrodnia wciąż nieukarana, [w:] Gwiazda Polarna 2013 nr 21, s. 16–19
- Aleksander Janta (1908-1974) – odchodzący w niepamięć, [w:] Pamiętnik Literacki (Londyn), czerwiec 2015, Tom XLIX, s. 51–61 oraz Polacy w Ameryce (Stevens Point) 2015, s. 449–459

Ważniejsze prace redakcyjne i wydawnicze
- Stanisław Przybyszewski Nad morzem (Gdańsk 1978)
- Wacław Iwaniuk Lustro, wyd. II, New York 1986 [Nota o autorze]
- Ludwika Czerska Wspomnienia z kraju niewoli (Stevens Point-Chicago 1987)
- Janusz A. Ihnatowicz Wiersze wybrane (Houston 1990)
- Ks. Stanisław Kowalski Kazania wakacyjne (Houston 1990)
- Edward Dusza Ze Skoków do Sulejówka. Nowele emigranckie (Chicago 1995)
- Edward Dusza Zapiski z Jackowa i okolic (Chicago 1995)
- Edward Dusza Topografia umarłego pejzażu (Chicago 2010)

Publikacje w języku angielskim
- Who Saved Jamestown? The First Poles in Virginia 1608 (Chicago 1982)
- The Polish Americans. By Choice, By Accident, By Force (Nowy Jork 1983)
- Panna Maria. Texas 1854. The Beginning (Nowy Jork 1984)
- Pocahontas Did Not Save Kpt. Smith (Chicago 1985) [suplement do nauki historii w szkółkach niedzielnych]

Tłumaczenia na język angielski
- Mirosława Kruszewska Forgotten Poets of Warsaw (Stevens Point 1985) [tytuł oryginału Skazani na zapomnienie. Szkice o poetach walczącej Warszawy]
- Ludwika Czerska Dark Time (Nowy Jork-Stevens Point 1987) [tytuł oryginału Wspomnienia z kraju niewoli]

Udział w pracach zbiorowych
- Z dnia na dzień (Warszawa 1983, s. 143–151)
- Kalendarz Gwiazdy Polarnej na rok 1987 (Stevens Point 1986)
- Kalendarz Dziennika Chicagowskiego i Relaxu 1996 (Chicago 1995)
- Kalendarz Polonijny 2010 (Stevens Point 2009)
- Kalendarz Emigranta Polskiego 2011 (Delano 2010)

## Nagrody
- 1973 – wyróżnienie w Dziale Poezji w VI Ogólnopolskim Studenckim Konkursie Literackim w Katowicach za wiersz o Van Goghu pt. Vincent
- 1974 – pierwsza nagroda w XI Ogólnopolskim Sympozjum Teatrologicznym w Toruniu za pracę pt. Teoria dramatu Andrzeja Trzebińskiego
- 1974 – nagroda w Pamiętnikarskim Konkursie Pracowników Kultury organizowanym przez „Tygodnik kulturalny”, Spółdzielnię Wydawniczą Książka i Wiedza oraz Ministerstwo Kultury i Sztuki za pracę pt. Do emerytury jeszcze daleko
- 1988 – Nagroda Literacka im. Józefa Mackiewicza ufundowana przez Mariana Święcickiego w ramach nagród literackich przyznawanych przez Towarzystwo Krzewienia Nadziei Oddział Wisconsin, USA, za tom wierszy W pułapce wolności
- 1991 – nagroda The Maria Dusza Memorial Fund za publicystykę dokumentalno-interwencyjną o tematyce emigracyjnej
- 1994 – Nagroda Literacka im Aleksandra Janty za publicystykę o tematyce emigracyjnej
- 2011 – Medal Ignacego J. Paderewskiego przyznany przez Stowarzyszenie Weteranów Armii Polskiej w Ameryce za publicystykę w służbie narodu
- 2011 – nagroda Związku Pisarzy Polskich na Obczyźnie za wiersz Sen
- 2015 – nagroda literacka za najlepszą publikację roku 2015, ufundowana przez redakcję „Gwiazdy Polarnej”, Towarzystwo Krzewienia Nadziei oraz Koło Dziennikarzy Polskich w Ameryce za książkę pt. Polacy w Ameryce

## Odznaczenia
- Krzyż Kawalerski Orderu Odrodzenia Polski (2017)[1]